# 韦南
韦南（法語：Vennans，法語發音：[vɛnɑ̃]）是法国杜省的一个市镇，属于贝桑松区。

## 地理
韦南（47°19'45"N, 6°14'12"E）面积1.36 平方千米，位于法国勃艮第-弗朗什-孔泰大區杜省，该省份为法国东部内陆省份，北起上索恩省，西接汝拉省，东部及东南部与瑞士接壤，东北部与贝尔福地区省接壤。
与韦南接壤的市镇（或旧市镇、城区）包括：勒皮、普利涅-吕桑、鲁朗、圣伊莱尔。

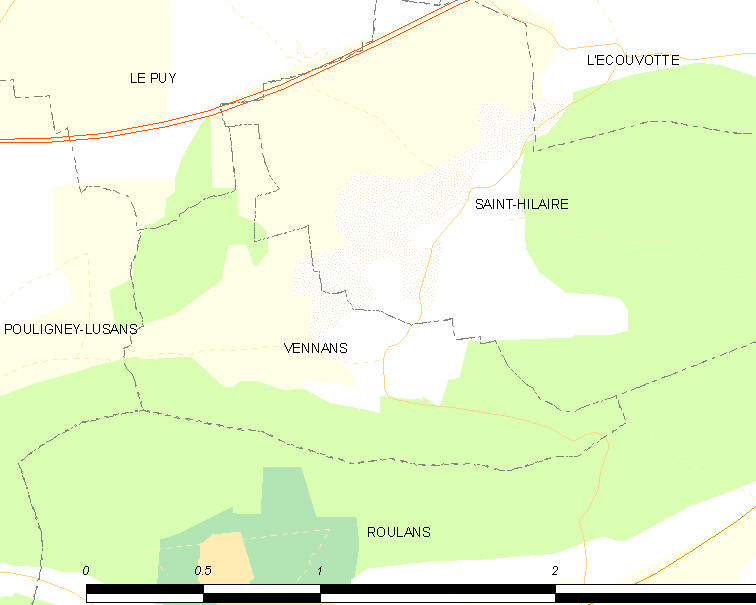
韦南的OSM定位图

韦南的时区为UTC+01:00、UTC+02:00（夏令时）。

## 行政
韦南的邮政编码为25640，INSEE市镇编码为25599。

## 政治
韦南所属的省级选区为博姆莱达姆县。

## 人口

1962-2008年间韦南人口变化图示

韦南于2022年1月1日时的人口数量为249人。